# Chotýčany
Chotýčany település Csehországban, a České Budějovice-i járásban. Chotýčany Lišov, Vitín és Hosín településekkel határos. Lakosainak száma 258 fő (2024. január 1.).

## Népesség
A település lakosságának változását az alábbi diagram mutatja:
| Lakosok száma | 241  | 260  | 263  | 216  | 231  | 219  | 223  | 239  | 265  | 258  |
|               | 1869 | 1890 | 1921 | 1950 | 1980 | 2001 | 2017 | 2019 | 2022 | 2024 |